# Campeonato Roraimense 2014
In 2014 werd het 55ste Campeonato Roraimense gespeeld voor voetbalclubs uit Braziliaanse staat Roraima. De competitie werd georganiseerd door de FRF en werd gespeeld van 15 maart tot 14 mei. Na de eerste fase plaatsten de vier beste teams zich voor de halve finale. São Raimundo werd kampioen. 

## Eerste fase
| Plaats | Club             | Wed. | W | G | V | Saldo | Ptn. |
| ------ | ---------------- | ---- | - | - | - | ----- | ---- |
| 1.     | São Raimundo     | 5    | 4 | 1 | 0 | 12:4  | 13   |
| 2.     | Baré             | 5    | 3 | 0 | 2 | 13:4  | 9    |
| 3.     | Náutico FC       | 5    | 2 | 2 | 1 | 11:7  | 8    |
| 4.     | Atlético Roraima | 5    | 1 | 2 | 2 | 8:13  | 5    |
| 5.     | Rio Negro        | 5    | 2 | 1 | 2 | 7:11  | 4    |
| 6.     | GAS              | 5    | 0 | 0 | 5 | 4:16  | 0    |

|  | Geplaatst voor knockout-fase |

## Knock-outfase
|  | Halve finale     | Halve finale |   |  | Finale       | Finale |  |
|  |                  |              |   |  |              |        |  |
|  |                  |              |   |  |              |        |  |
|  | Baré             | 1            |   |  |              |        |  |
|  | São Raimundo     | 3            |   |  |              |        |  |
|  |                  |              |   |  |              |        |  |
|  |                  |              |   |  |              |        |  |
|  |                  |              |   |  | São Raimundo | 2      |  |
|  |                  | Náutico FC   | 1 |  |              |        |  |
|  |                  |              |   |  |              |        |  |
|  |                  |              |   |  |              |        |  |
|  |                  |              |   |  |              |        |  |
|  |                  |              |   |  |              |        |  |
|  | Náutico FC       | 5            |   |  |              |        |  |
|  | Atlético Roraima | 2            |   |  |              |        |  |

Details Finale
|               |                    |       |               |                                              |
| 14 mei Finale | São Raimundo       | 2 – 1 | Náutico FC    | Estádio Raimundo Ribeiro de Souza, Boa Vista |
| 14 mei Finale | Filho 26' Igor 77' |       | 73' Garrincha | Estádio Raimundo Ribeiro de Souza, Boa Vista |

### Kampioen
| Campeonato Roraimense de 2014    |
| Roraima                          |
| -------------------------------- |
| SÃO RAIMUNDO Kampioen (6° titel) |